# فلاديمير كورنر
فلاديمير كورنر (بالتشيكية: Vladimír Körner)‏ هو درامي ‏ وكاتب سيناريو تشيكي، ولد في 12 أكتوبر 1939 في بروستيوف في التشيك.

## وصلات خارجية
- فلاديمير كورنر على موقع IMDb (الإنجليزية)
- فلاديمير كورنر على موقع ألو سيني (الفرنسية)
- فلاديمير كورنر على موقع أول موفي (الإنجليزية)
- فلاديمير كورنر على موقع قاعدة بيانات الأفلام السويدية (السويدية)
- فلاديمير كورنر على موقع قاعدة بيانات الفيلم (الإنجليزية)
- فلاديمير كورنر على موقع كينوبويسك (الروسية)